# Hangover (Psy)
Hangover è un singolo del rapper sudcoreano Psy, realizzato in collaborazione con il rapper statunitense Snoop Dogg e pubblicato l'8 giugno 2014.

## Video musicale
Il video ufficiale del brano è stato pubblicato lo stesso giorno d'uscita del singolo. Dopo aver superato la soglia dei due milioni di visualizzazioni in poco più di due giorni, nel giugno 2015 il video ha raggiunto i 200 milioni di visualizzazioni su YouTube.

## Tracce
1. Hangover (featuring Snoop Dogg) – 3:56

## Classifiche
| Classifica (2014)              | Posizione massima |
| ------------------------------ | ----------------- |
| Belgio (Fiandre)               | 84                |
| Belgio (Vallonia)              | 39                |
| Francia                        | 171               |
| Stati Uniti                    | 26                |
| Stati Uniti (rap)              | 3                 |
| Stati Uniti (dance/electronic) | 4                 |